# Tehnološka singularnost
Tehnološka singularnost je kada vreme prestaje da ima ulogu zbog brzine prenosa informacija i tehnologije.
Preciznije, tehnološka singularnost je hipotetička tačka u budućnosti u kojoj tehnološki razvoj civilizacije dobija sve veće ubrzanje u sve kraćim intervalima vremena i teži ka beskonačnosti u formi eksponencijalne funkcije. Tehnološka singularnost se odnosi na ideju da će tehnološki progres dostići veliku vrednost u skoroj budućnosti. Ova ideja je podstaknuta posmatranjem ubrzavajućeg napretka u polju zdravlja, tehnologije i kapaciteta ljudi kod obrade informacija.
Projektovanje ovih kapaciteta u budućnost je navelo veliki broj filozofa da predvide u skorije vreme pojavljivanje veštačkih inteligencija koje se same unapređuju ili superinteligencija, što je izvan trenutnih ljudskih sposobnosti, pa postaje nemoguće razumeti ga sa današnjom koncepcijom sveta. Dakle, tehnološka singularnost može da se gleda kao metasistemska tranzicija ili transcedencija ka potpuno novim mogućnostima uma, društva i tehnologije.